# スティーブ・ミレン

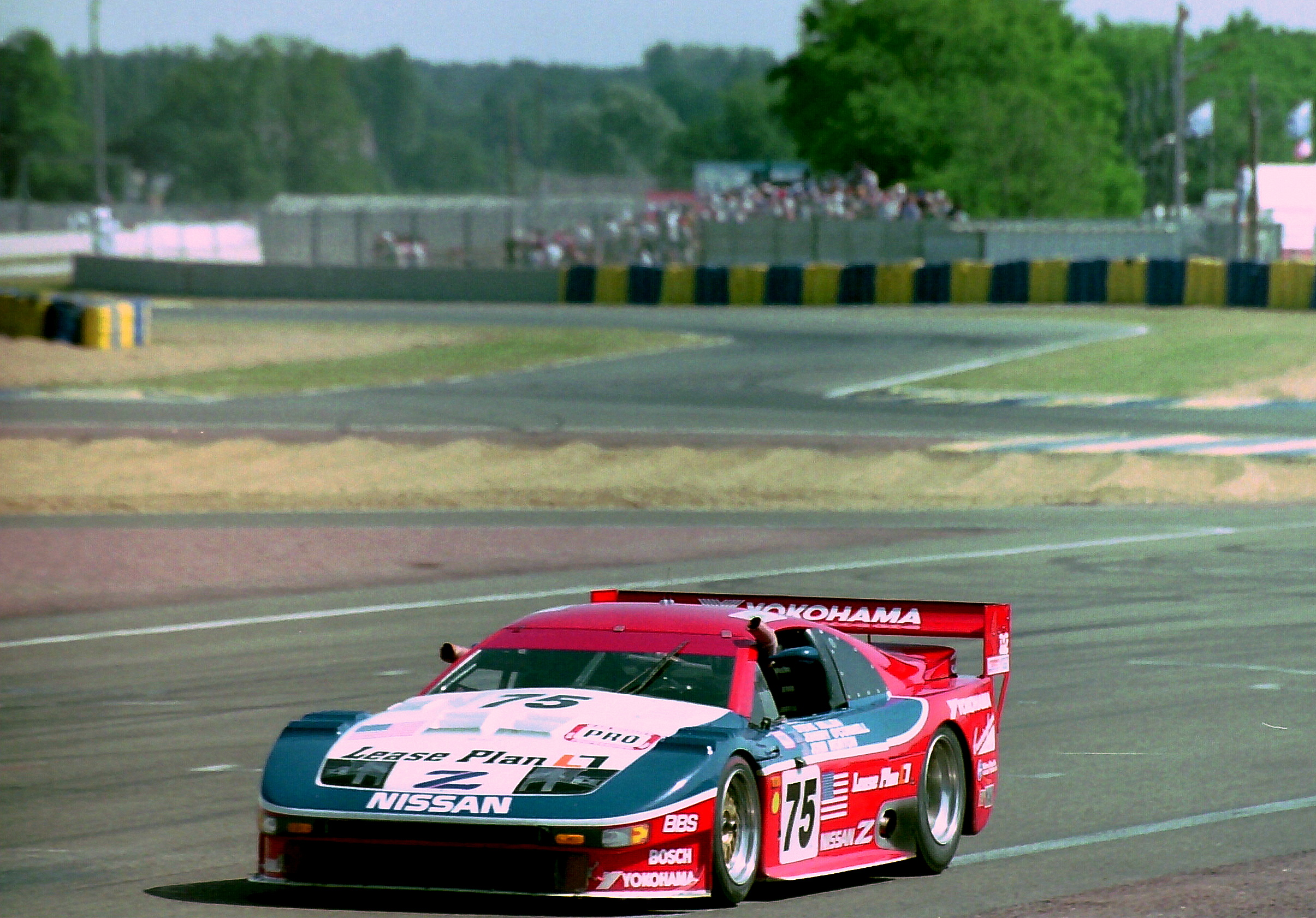
ミレン、ジョニー・オコーネル、ジョン・モートンがドライブした日産・300ZX。1994年のル・マン24時間レースにて。

スティーブ・ミレン（Steve Millen、1950年2月17日 - ）は、ニュージーランドの元レーシングドライバー。 ミレンは、デイトナ24時間レースやセブリング12時間レースなどで活躍したことで知られる。

## 人物
ミレンは1969年にヒルクライムでレースのキャリアを始めた。その後、フォーミュラ・フォードシリーズで活躍。1970年代半ばにはラリーカーでも活躍した。1986年にはインディ・ライツに参戦して2勝を挙げた。1990年代以降はスポーツカーレースに参戦し、セブリング12時間レースやデイトナ24時間レース、IMSA GT選手権に日産のドライバーとして参戦し、数々の勝利を収めた。